# Physalaemus bokermanni
Espèce
Statut de conservation UICN

 DD  : Données insuffisantes
Physalaemus bokermanni est une espèce d'amphibiens de la famille des Leptodactylidae.

## Répartition
Cette espèce est endémique de l'État de São Paulo au Brésil. Elle se rencontre à environ 800 m d'altitude dans la municipalité de Santo André,.

## Étymologie
Cette espèce a été nommée en l'honneur de Werner Carl August Bokermann.

## Publication originale
- Cardoso & Haddad, 1985 : Nova espécie de Physalaemus do grupo signiferus (Amphibia, Anura, Leptodactylidae). Revista Brasileira de Biologia, Rio de Janeiro, vol. 45, no 1/2, p. 33-37.